# Майоренко Вадим
Вадим Майоренко (нар. 1971) — український футболіст, що грав на позиції півзахисника. Відомий за виступами у клубі вищої української ліги «Металург» із Запоріжжя.

## Кар'єра футболіста
Вадим Майоренко дебютував у професійному футболі 15 серпня 1994 року в складі команди вищої української ліги «Металург» із Запоріжжя в матчі проти луцької «Волині». Щоправда, цей матч залишився єдиним для футболіста у вищій лізі, і невдовзі Майоренко покинув запорізький клуб. У 2001—2002 роках Вадим Майоренко грав у складі аматорської команди «Таврія» (Новомиколаївка).